# معهد كومستس تقنية المعلومات
معهد كومستس تقنية المعلومات هي جامعة عامة في باكستان تأسست عام 1998.

## إحصائيات
يبلغ عدد طلاب الجامعة 35452 طالب، منهم 6488 طالب دراسات عليا.